# Cecilia Heikkilä
Anna Maria Cecilia Heikkilä, född 30 januari 1984, är en svensk illustratör och författare av barnböcker.
Cecilia Heikkilä växte upp i Borlänge utbildade sig till teckare i Vancouver i Kanada.